# Великі Бірки
 Вели́кі Бі́рки — селище в Україні, центр Великобірківської селищної громади Тернопільського району, Тернопільської області. Розташоване на обох берегах річки Гнізни Гнилої верхньої частини Гнізни — лівої притоки Серету, за 12 км на схід від Тернополя. Через територію селища протікають річки Теребна та Гніздечна — ліва і права притоки Гнізни Гнилої.

## Назва
Сучасна назва Бірки походить від староукраїнського слова бір, що означає сосновий ліс. У XV ст. між річками Серетом і Гнізною був великий ліс, тому селище дістало назву Бо́рки від місцевості де воно виникло, згодом назви трансформувались: у XVI—XVII ст. містечко Бо́рки, у другій половині XVII ст. — село Подбор'є, Бо́рки, від середини 30-х рр. XIX ст. Бо́рки вели́кі, згодом Вели́кі Бо́рки , від 1967 р. с. Вели́кі Бі́рки, від 27 травня 1978 р.  — селище Вели́кі Бі́рки.

## Адміністративний поділ
- XV—XVI ст. королівщина Борки входила до Теребовлянського староства (повіту), Галицької землі, Руського воєводства, Корони Королівства Польського.
- 1569—1772 — у складі Речі Посполитої.
- Після Першого поділу Речі Посполитої 1772 під владою Габсбурзької монархії.
- Від початку 1782 р. с. Борки  увійшло до складу Тернопільського повіту, Тернопільського округу («циркулу»), Королівства Галичини та Володимирії.
- Від 15 червня 1810 до 3 травня 1815 віддано Росії в складі новоутвореного Тернопільського циркулу Тернопільського краю.
- 9 червня 1815, після Віденського конгресу, повернуто Габсбурзькій монархії.
- Під час Першої світової війни від 21 серпня 1914 р. до 25 липня 1917 р. Великі Бірки перебувають під російською окупацією в складі Тернопільської губернії, Галицько-Буковинського генерал-губернаторства.
- З початком Листопадового зриву від 1 листопада 1918 до 17 липня 1919 р. — в складі ЗУНР.
- Під час Польсько-радянської війни 1920 р. від 26 липня до 21 вересня село перебуває в складі ГСРР.
- 1 вересня 1921 р. входить до Тернопільського повіту, у складі новоутвореного Тернопільського воєводства Другої Речі Посполитої.
- 1 серпня 1934 утворено сільську гміну Борки Великі (пол. Borki Wielkie), у яку увійшли 11 навколишніх сільських громад Тернопільського повіту[9].
- Від 4 грудня 1939 р. входить до Тернопільської області УРСР.
- 2 липня 1941 — 21 березня 1944 рр. під час німецько-фашистської окупації від 1 серпня 1941 Великі Бірки — центр волості Тернопільського повіту Крайсгауптманшафту Тернопіль Дистрикту Галичина Генеральної губернії Третього Райху.
- Від 17 січня 1940 р. до 2 липня 1941 і від 21 березня 1944 до 1 січня 1963 р. — районний центр Великоборківського району Тернопільської області.
- У 1963–1966 рр. с. Великі Бірки входило до Підволочиського району.
- Від 8 грудня 1966 р. — до Тернопільського району.
- Від 29 серпня 2019 р. - центр Великобірківської селищної громади.

## Населення і демографія

### Населення
| Чисельність населення, чол. | Чисельність населення, чол. | Чисельність населення, чол. | Чисельність населення, чол. | Чисельність населення, чол. | Чисельність населення, чол. | Чисельність населення, чол. | Чисельність населення, чол. | Чисельність населення, чол. | Чисельність населення, чол. | Чисельність населення, чол. |
| 1921                        | 1931                        | 1959                        | 1970                        | 1979                        | 1989                        | 2001                        | 2011                        | 2012                        | 2015                        | 2024                        |
| --------------------------- | --------------------------- | --------------------------- | --------------------------- | --------------------------- | --------------------------- | --------------------------- | --------------------------- | --------------------------- | --------------------------- | --------------------------- |
| 2246                        | 2336                        | 2139                        | 2399                        | 2893                        | 3384                        | 3238                        | 3328                        | 3429                        | 3440                        | 3160                        |

### Мовні особливості
У містечку побутує говірка наддністрянського говору. До «Наддністрянського реґіонального словника» внесено такі слова та фразеологізми, вживані у Великих Бірках:
- валевокий (окатий; витрішкуватий);
- вусельниці (котики на вербі, осиці, тополі);
- ліхун (шульга);
- підвуста (підуст; дрібна риба родини коропових);
- піри (пір'я);
- пужак (держак батога);
- саджа (сажа);
- сакельня (торба, у якій дорогою коням дають сіно);
- сита (ріжок у колоску жита);
- стожириско (місце, де стояв стіг соломи).

Розподіл населення за рідною мовою за даними перепису 2001 року:
| Мова       | Кількість | Відсоток |
| ---------- | --------- | -------- |
| українська | 3211      | 99.17%   |
| російська  | 26        | 0.80%    |
| румунська  | 1         | 0.03%    |
| Усього     | 3238      | 100%     |

## Пам'ятники

Пам'ятник полеглим воїнам ЧА (1955)
Пам'ятник воїнам односельчанам. (1967, скульптор Лаврентій Гром)
Меморіал борцям полеглим за волю України (1992)
Пам'ятник Тарасові Шевченку (1995, скульптор Микола Невеселий).

Пам'ятники, пам'ятні знаки та меморіали Великих Бірок:
- Пам'ятний хрест, про скасування панщини в Галичині, і проведення селянської реформи, внаслідок Революції 1848 р.
- Хрест про заснування товариства тверезості 1878 р. (знаходиться на подвір'ї церкви святої Параскеви П'ятниці).
- На військовому цвинтарі, де у братських могилах захоронені понад 1 тис. воїнів Червоної армії, встановлено пам'ятники:
  - воїнам ЧА, які загинули на території Великоборківського району (1955);
  - воїнам односельчанам, полеглим під час Німецько-радянської війни, 1967 р[12].
- У 1992 р. активістами місцевого осередку Народного руху України на старому цвинтарі споруджено меморіал борцям за волю України, до якого належать дві насипні могили, з хрестами на вершинах, та пам'ятна стела з написом: «Тут впали за волю сини України тут наша історія слава і честь». Ліва могила з березовим хрестом насипана в пам'ять про полеглих Українських січових стрільців та воїнів УГА, права на місці перезахоронення 34-х полонених вояків УПА, підпільників ОУН та заложників розстріляних гітлерівцями в селищі в січні 1944 року. Архітектор Павло Галоха.
- В неділю, 14 травня 1995 року, у центрі селища урочисто відкрито пам'ятник Т. Г. Шевченку, виготовлений за рахунок добровільних внесків жителів селища та місцевих підприємств. Скульптор Микола Невеселий, архітектор П. Галоха.
- У березні 1998 року на центральному корпусі Великобірківській ЗОШ І-ІІІ ст. ім. академіка Степана Балея урочисто встановлена іменна меморіальна дошка[13].

Пам'ятник Т. Шевченку
Щойновиявлена пам'ятка монументального мистецтва. Розташований на вулиці Грушевського, біля селищної ради.
Встановлений 1995 р. Скульптор — М. Невеселий, архітектор — П. Галоха.
Погруддя — карбована мідь, постамент — камінь.
Скульптура — 1,5 м, постамент — 2,85 м.

## Храми

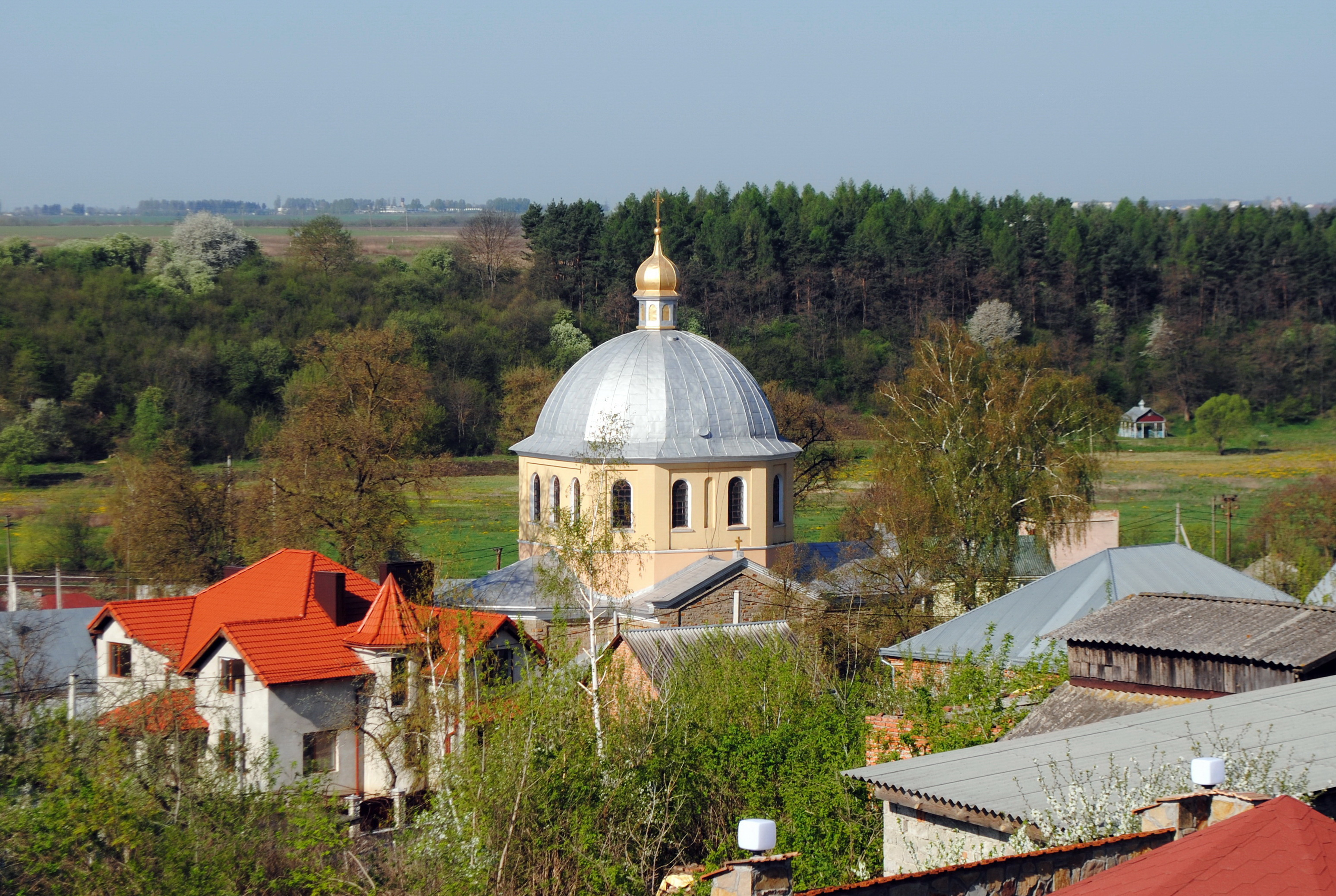
Вид на церкву святої Параскеви П'ятниці зі сходу.
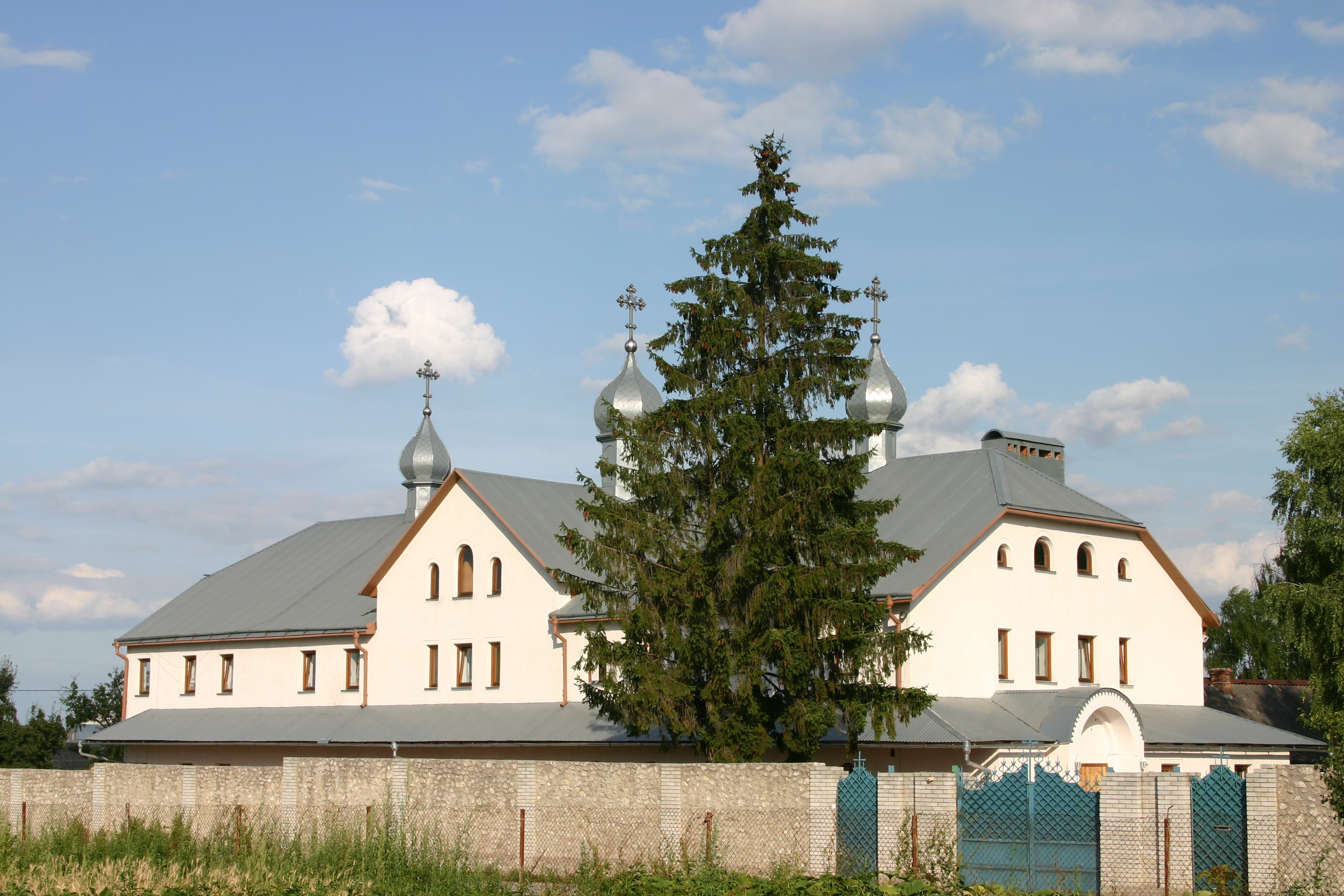
Монастир Введення в храм Пресвятої Богородиці
Монастир взимку

### Церква святої Параскеви П'ятниці
Церква святої Параскеви П'ятниці (Великі Бірки) — найдавніший парфіяльний християнський храм у Великих Бірках, належить до Великобірківського протопресвітеріату, Тернопільсько-Зборівської архиєпархії УГКЦ.

### Церква святих верховних апостолів Петра і Павла
Церква святих верховних апостолів Петра і Павла (Великі Бірки) — новозбудований парафіяльний храм, освячений 8 грудня 2019 р., належить до Великобірківського протопресвітеріатуТернопільсько-Зборівської архиєпархії УГКЦ.

### Монастир Введення в храм Пресвятої Богородиці[18]
21 грудня 2003 р. Єпископом Тернопільсько-Зборівської єпархії УГКЦ Михаїлом (Сабригою) та ігуменом монастиря св. Теодора Студита ієромонахом Григорієм Планчаком освячено святовведенську обитель жіночого монастиря Введення в храм Пресвятої Богородиці у Великих Бірках.

### Каплиця Відвідання Єлизавети Пресвятою Дівою Марією
11 червня 2005 р., Львівський Єпископ-помічник РКЦ Леон Малий, спільно з Тернопільськими дієцезійними священиками РКЦ та парохом УГКЦ церкви святої Параскеви П'ятниці о. Василем Михайлишиним освячено каплицю Відвідання Єлизавети Пресвятою Дівою Марією.

## Соціальна сфера
- Великобірківський ліцей імені Степана Балея
- Великобірківський Будинок творчості школярів
- Великобірківська музична школа
- Великобірківський дитячий ясла-садок
- Великобірківське відділення ЦРЛ
- Великобірківський будинок культури
- ЦБС Тернопільського району — Центральна бібліотека [Архівовано 24 грудня 2013 у Wayback Machine.]
- Бібліотека для школярів та юнацтва.

## Пам'ятки природи
- Гідрологічний заказник місцевого значення «На куті».
- Ботанічна пам'ятка природи місцевого значення Лиса гора (пам'ятка природи, Тернопільський район).
- Ландшафний заказник місцевого значення Головачеве.

## Торгово-розважальні заклади
У селищі діють 19 закладів торгівлі та бар-ресторан «Мрія»

## Промислові об'єкти
Найбільшими промисловими підприємствами селища є Тернопільське ВАТ «Агропромтехніка», сільськогосподарське ТОВ «Обнова» (засновник П. М. Литвин), ПП «Хлібодар» (засновник О. Є. Клепач), ТОВ «Українські Технологічні Системи» (засновник В. М. Шульга), ТзОВ фабрика Веснянка, млини підприємців О. Є. Клепача та В. П. Клепача. Діють 2 хлібопекарні, приватні підприємства з деревообробки, виробництва меблів, будівельних матеріалів, металообробки, виробництва ПВХ вікон, дверей, ремонтування та фарбування автомобілів та інші.

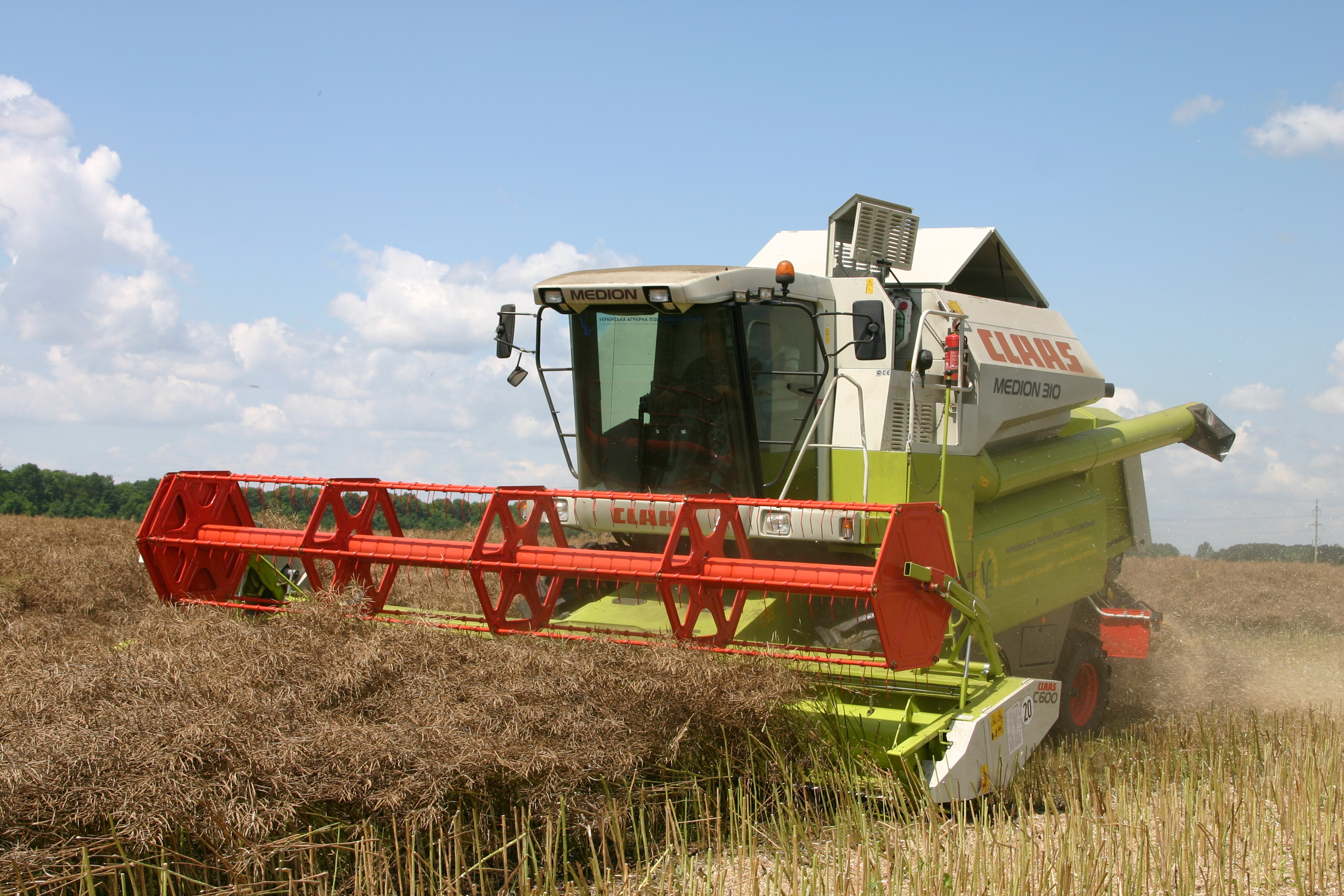
Жнива в ТОВ «Обнова»
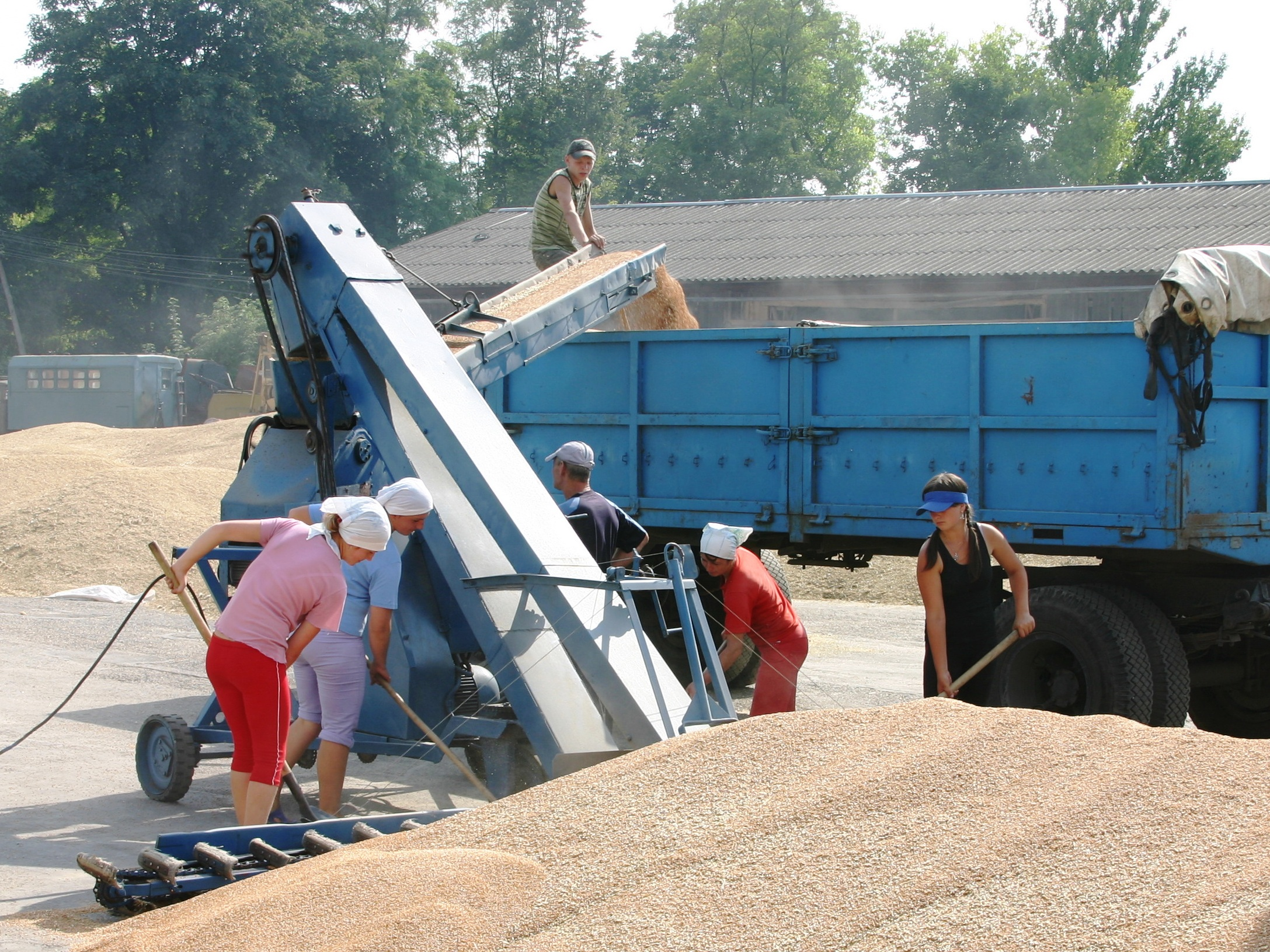
Зерновий тік ТОВ «Обнова»
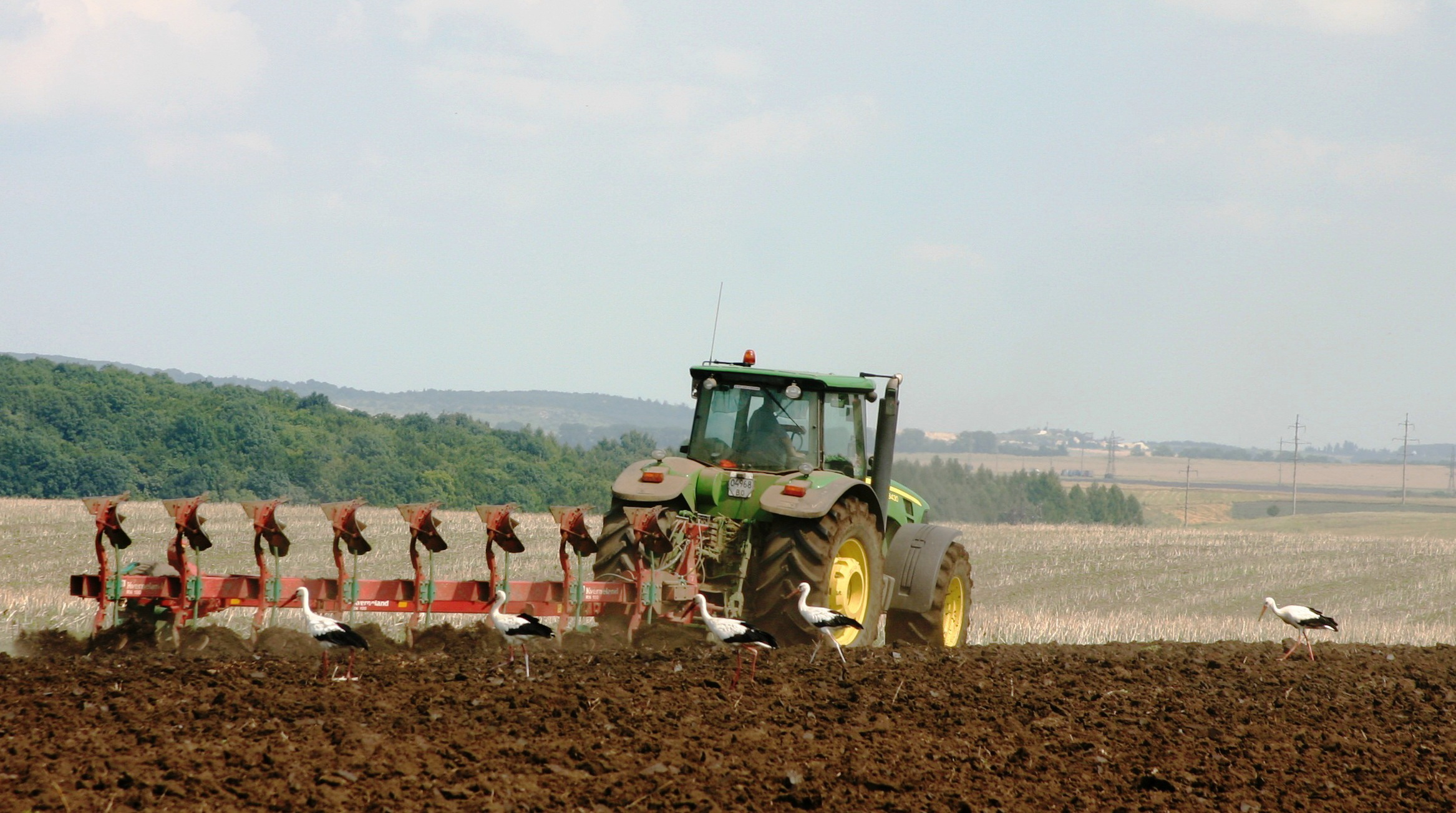
На порозі осені
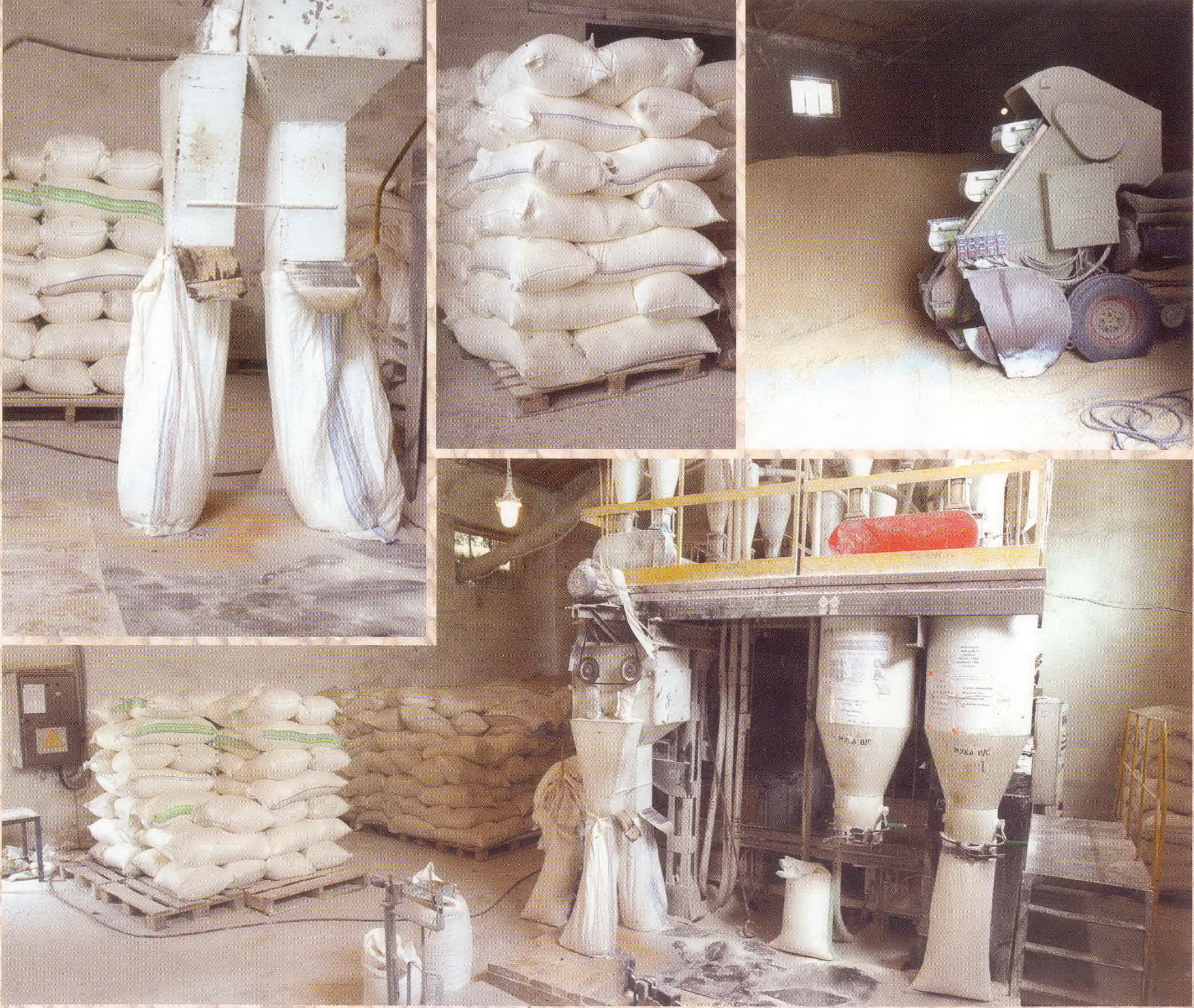
Млин ПП «Хлібодар»
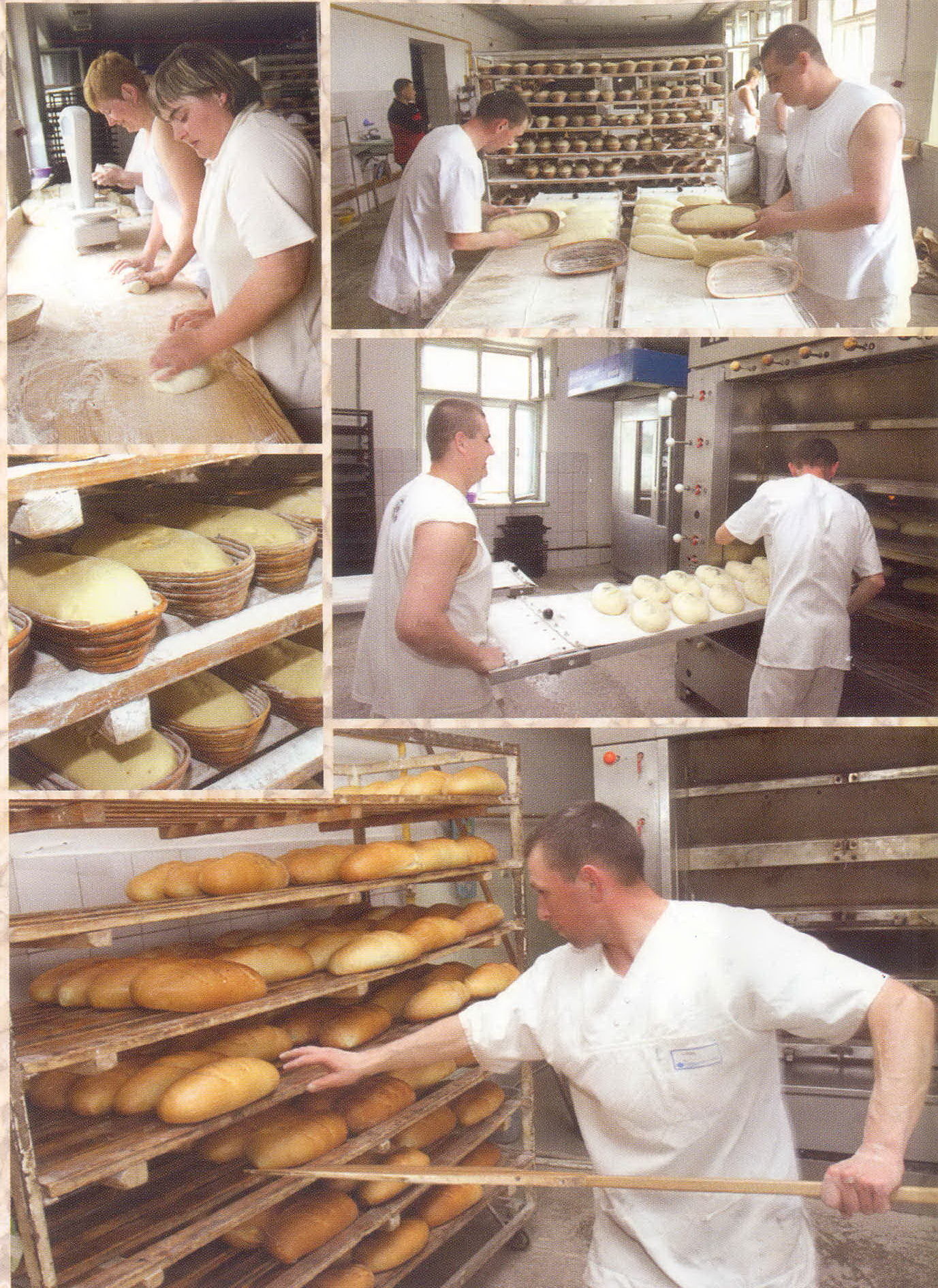
Пекарня ПП «Хлібодар»
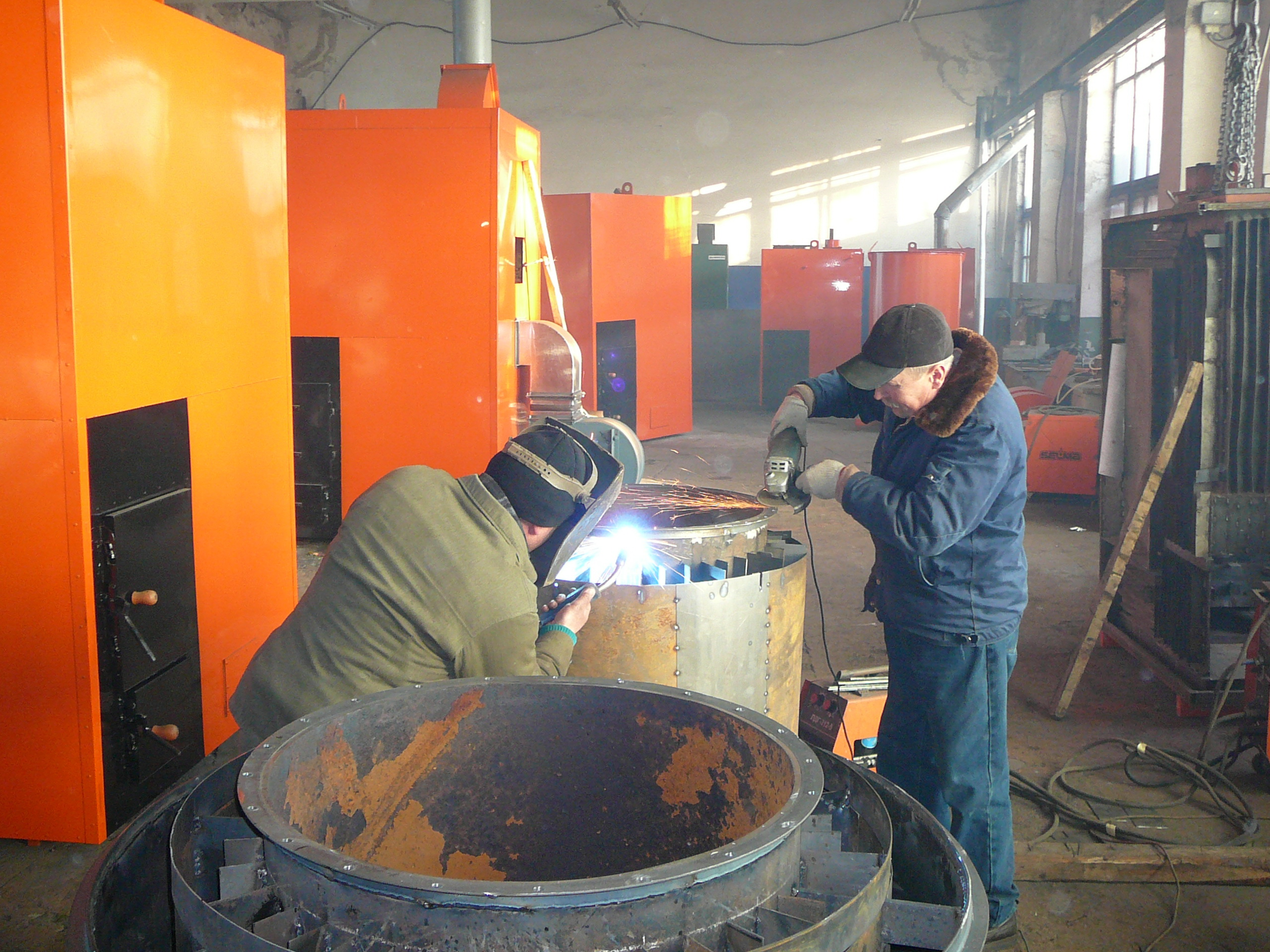
Виготовлення теплогенераторів на біопаливі в ТОВ УТС.

## Відомі люди

### Народилися
- - Балабан Руслан Володимирович (1983-2025) — український військовик, учасник російсько-української війни[22]. .
- Балей Святослав-Роман Володимирович (1890—195?)  — доктор медицини, лікар, громадський діяч[23].
- Балей Степан-Максим Володимирович[24] (1885—1952) — доктор філософії і медицини, професор, академік Польської АН,
- Біґус Петро (1882—1966) — просвітянин, військовик УГА, секретар «Українського Канадійського Легіону» в Торонто (Канада).
- Бойко Ярослав (нар. 1952) — спортсмен, тренер (футбол), Заслужений тренер України (2001)[25].
- Горбатюк (Шумейко) Ольга (нар. 1937) — диригент, педагог, старший викладач кафедри українського народного хорового співу та фольклору (1990) КДІК[26]
- Кароль Дейна (1911—2004) — польський мовознавець-славіст, доктор філологічних наук, професор, академік Польської АН.
- Дудар Антін (1886—1919) — український правник, поручник УГА.
- Дячук Андрій Анатолійович (23 вересня 1978 — 13 жовтня 2022, селище Нова Кам'янка, Бериславський район, Херсонська область) — український військовик, учасник російсько-української війни[27].
- Степан Жидек (1900—1970) — радянський і польський військовик, Бригадний генерал Війська Польського, генерал-майор Радянської армії.
- Замора Федір Павлович (1887—1937) — педагог та громадський діяч, делегат УНРади ЗУНР, голова Тернопільського повітового Ревкому ГСРР.
- Антоній Карпіньський (1924—2004) — польський військовий історик, полковник ВП.
- Кравчук Євген Йосипович (1912—1992) — багатолітній в'язень сталінських таборів, священник УГКЦ у підпіллі, доктор філософії і богословських наук.
- Кульпа Юрій Степанович (нар. 1976) — український журналіст, військовослужбовець, капітан 105 ОБрТрО Збройних сил України. Член Національної спілки журналістів України[28].
- Локтіонов Роман (нар. 1945) — гірник державного акціонерного товариства «Шахта імені Л. І. Лутугіна» (Донецька область), нагороджений знаком пошани «Шахтарська слава» трьох ступенів, Заслужений шахтар України (1999)[29].
- Лютюк Анатолій Кузьмич (нар. 1947) — український громадський і культурний діяч в Естонії, очільник Центру української культури в Таллінні, Заслужений художник України (2007).
- Лящинська Текля Якимівна (1911— ) — український державний діяч. Депутат Верховної Ради УРСР 1-го скликання (1940–1947).
- Мацелюх Євген Іванович (1893—1972) — священник — крилошанин УГКЦ, поет і драматург, автор творів на релігійну тематику,
- Мацелюх Євген Павлович (1938—2017) — спортивний діяч, тренер (волейбол), педагог, Суддя національної категорії[30].
- Мацелюх Роман Євгенович — український інженер-механік, краєзнавець, громадський діяч, вікіпедист.
- Пасько Володимир Васильович (1946—2014) — український військовик, начальник Української Військово-медичної Академії, заступник міністра МО України, Заслужений лікар України, доктор медичних наук, професор, генерал-лейтенант медичної служби, член НСПУ
- Пелешок (Шумейко) Катерина (1898—1981) — почесна голова Союзу Українок Америки.
- Прус Богдан Степанович (нар. 1959) — виконавчий директор Асоціації фермерів та приватних землевласників України[31][32].
- Руда-Солонинка Марія Іванівна (1912—1982) — громадсько-політичний діяч, педагог, журналіст, член ОУН, голова об'єднання Жінок Ліги Визволення України (Канада)[33].
- Сидяга Віталій-Роман Томкович (1941—2017) — громадсько-політичний діяч, секретар Тернопільської філії УГС, Представник Президента України в Тернопільському районі (1992—1994).
- Фатхутдінов Василь Гайнулович (нар. 1956) — генерал-майор міліції, заступник Міністра внутрішніх справ України, кандидат юридичних наук, доцент, Заслужений юрист України.
- Юрій Федаш нар. 1980) — український військовик, Капітан 1 рангу ВМС України, командир морського тральщика «Черкаси» (U-311)[34].

### Проживали
- Ґавліч Володимир — священник, василіянин, доктор філософії і богослов'я, громадський діяч, письменник.
- Ігор Конотопський (1963—2022) — учасник російсько-української війни[35].
- Мороз Микола (1861—1935) — український педагог та громадський діяч у Галичині, вчителював у сільській школі наприкінці XIX століття.
- Стадник Йосип Дмитрович — український актор, режисер та діяч театру (мешкав у 1890—1894 роках на залізничній станції Бірки Великі).
- Шумейко Степан Михайлович — український публіцист, журналіст, редактор, літературознавець, громадсько-політичний діяч української діаспори США, президент УККА у 1944—1949 роках.
- Яськів Володимир Богданович (1977—2022) — український військовик, старший солдат 24-ї окремої механізованої бригади Збройних Сил України, учасник російсько-української війни[36].

### Перебували
- 1884 року  Олександр Барвінський заснував осередок, згодом читальню товариства «Просвіта».
- 2-4 червня 1919 року — Головний отаман військ УНР Симон Петлюра
- 1920-ті роки художник Антін Манастирський розписував іконостас Великобірківської церкви.
- 1942 року — ігумен монастиря в Тернополі, редемпторист, згодом єпископ УГКЦ, новомученик Української греко-католицької церкви Василь Величковський.
- 1943 року — під час Карпатського рейду Ковпака, поет, партизан Платон Воронько.
- 1944—1952 роки — український радянський діяч, почесний громадянин міста Тернополя Степан Ткач.
- Депутат ВР СРСР, тричі Герой Радянського Союзу Олександр Покришкін.
- 1982–1985 роки — господарник, Депутат ВР УРСР 11-го скликання Олександр Ткаченко.
- 1987 року — проводив археологічні дослідження Ігор Ґерета.
- 1994 року — перший Президент України Леонід Кравчук.
- 1999 року — український політичний діяч Юрій Шухевич.
- 2002 року — Блаженніший Любомир Гузар кардинал УГКЦ, єпископи Михаїл (Сабрига), Василь (Семенюк).
- 2015 року — польський римо-католицький священник, архієпископ-митрополит Львівський Мечислав Мокшицький.
- Народні депутати України: Лесь Танюк, Степан Хмара, Ігор Тарасюк, Василь Деревляний, Геннадій Москаль, Арсеній Яценюк, Андрій Парубій, Тарас Юрик, Степан Барна.
- 2018 року — Міністр закордонних справ України Павло Клімкін.

## Галерея

Панорама Великих Бірок

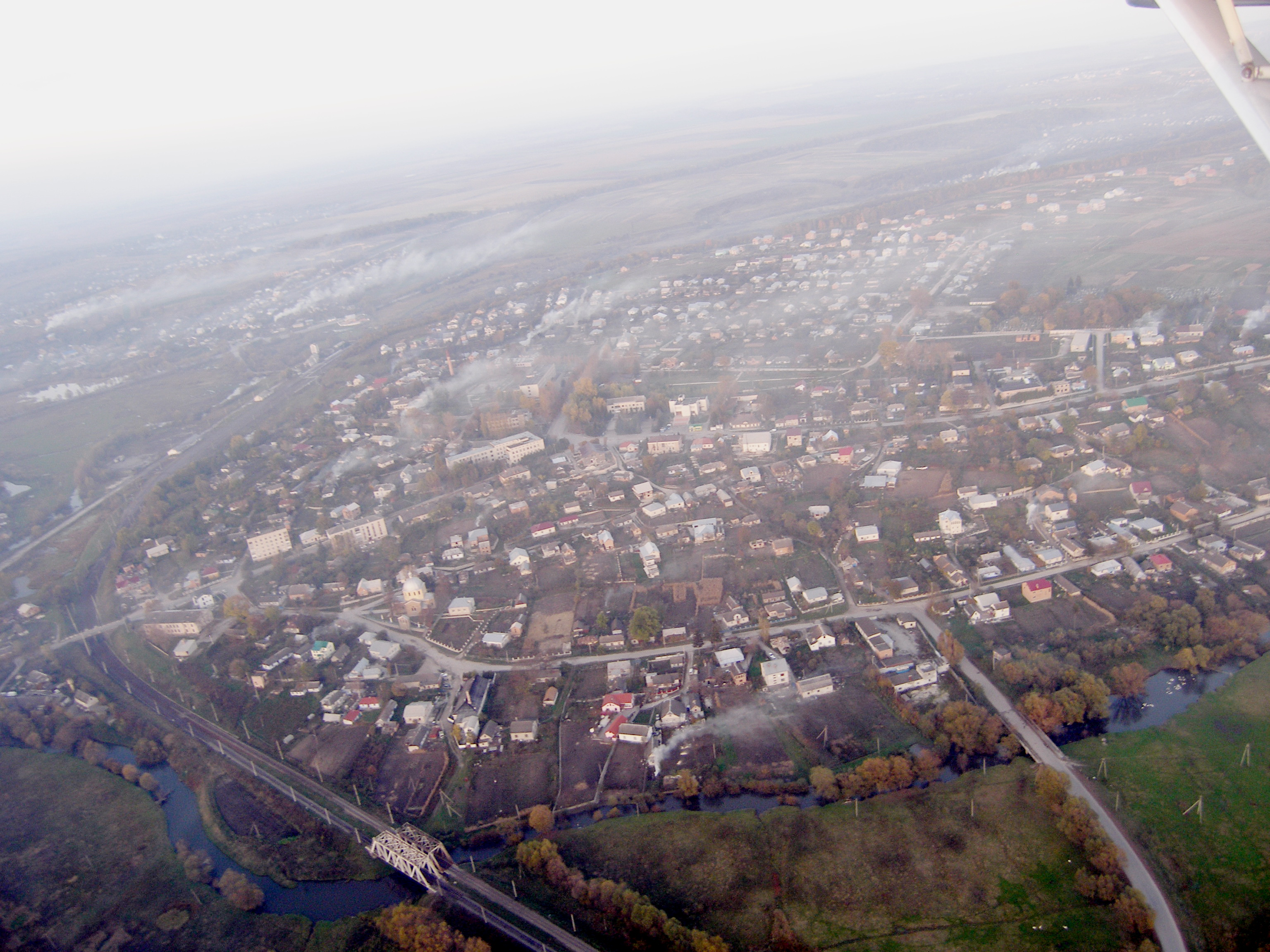
З висоти пташиного польоту
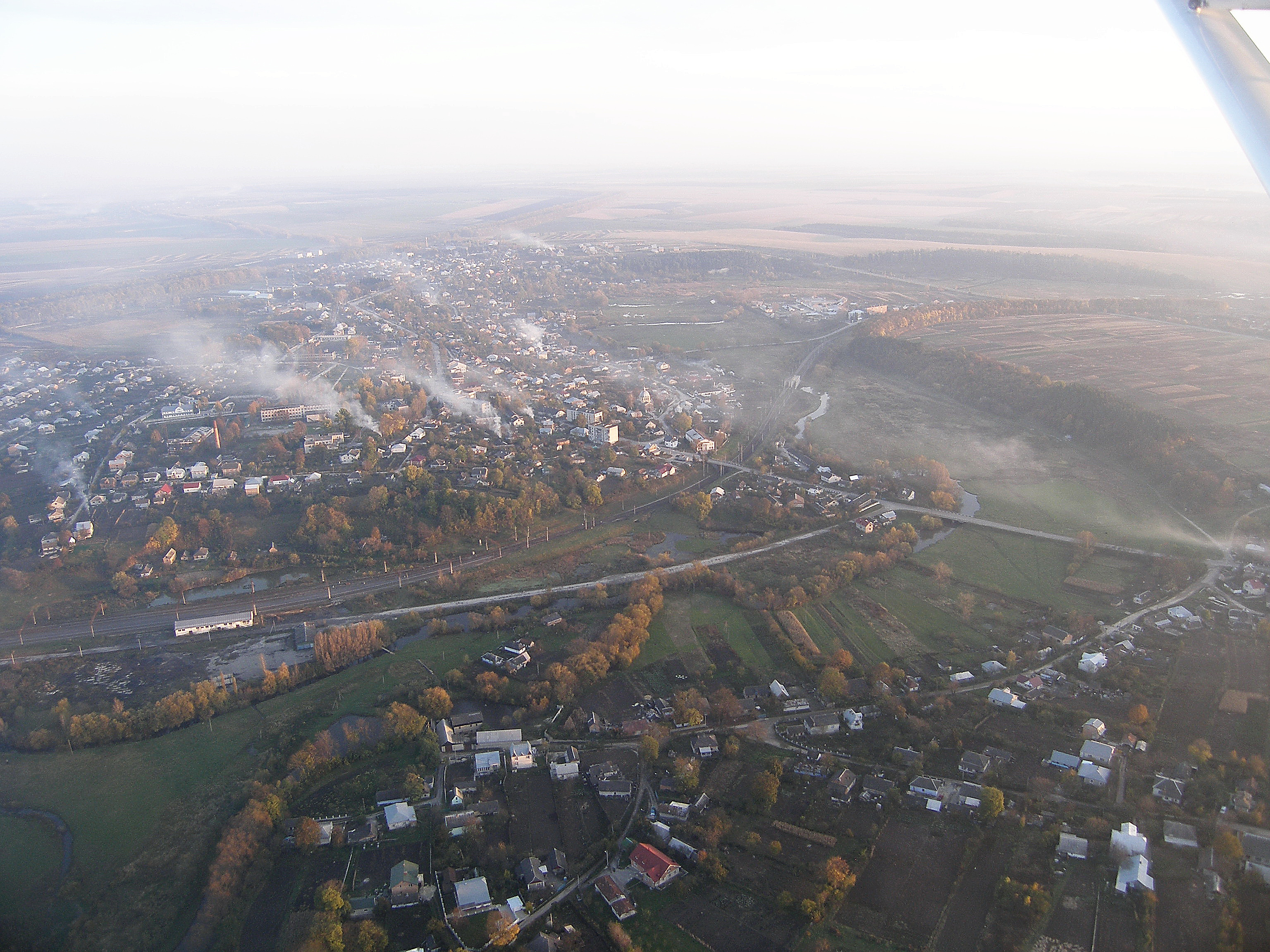
Загребля
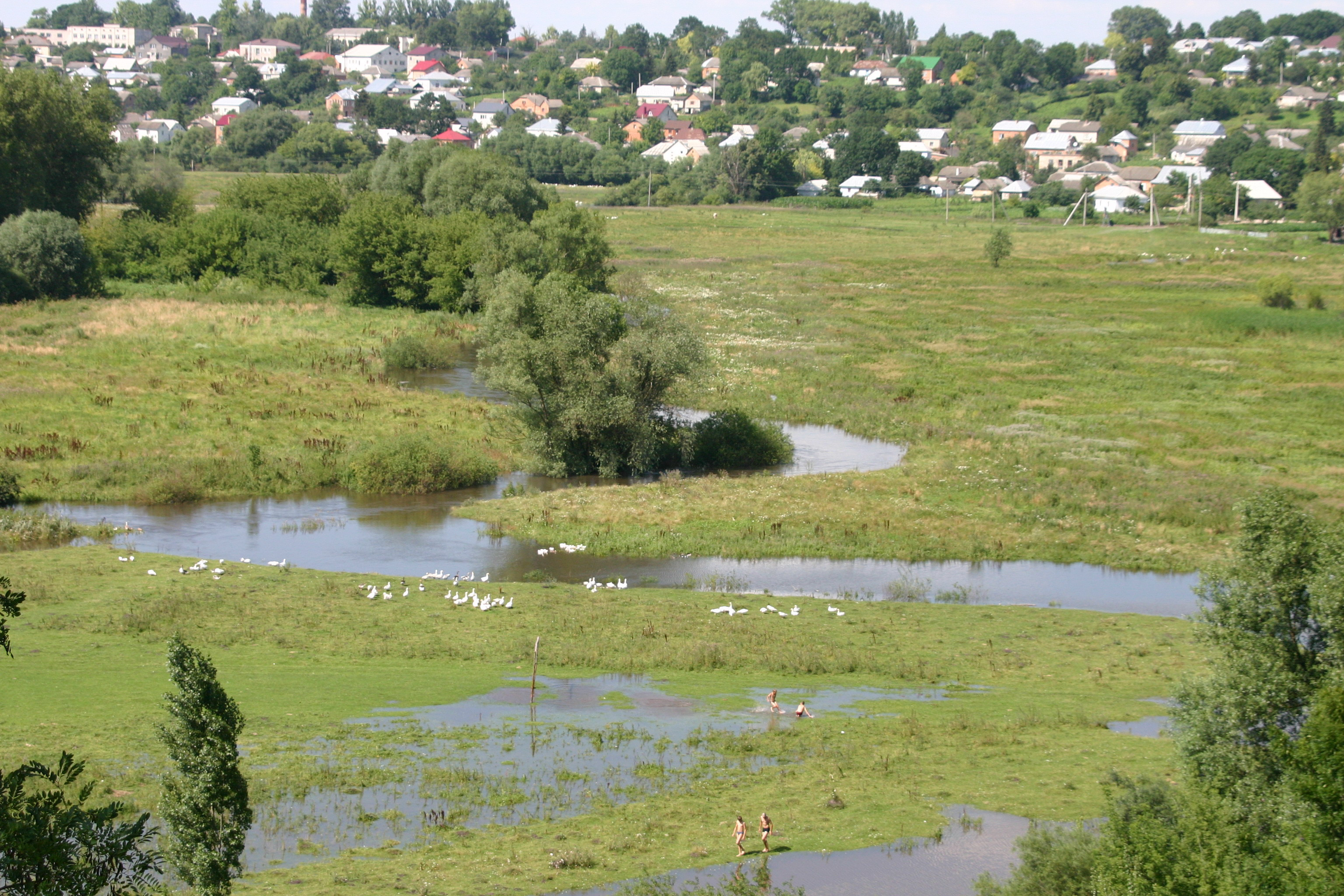
Літо на Гнізній
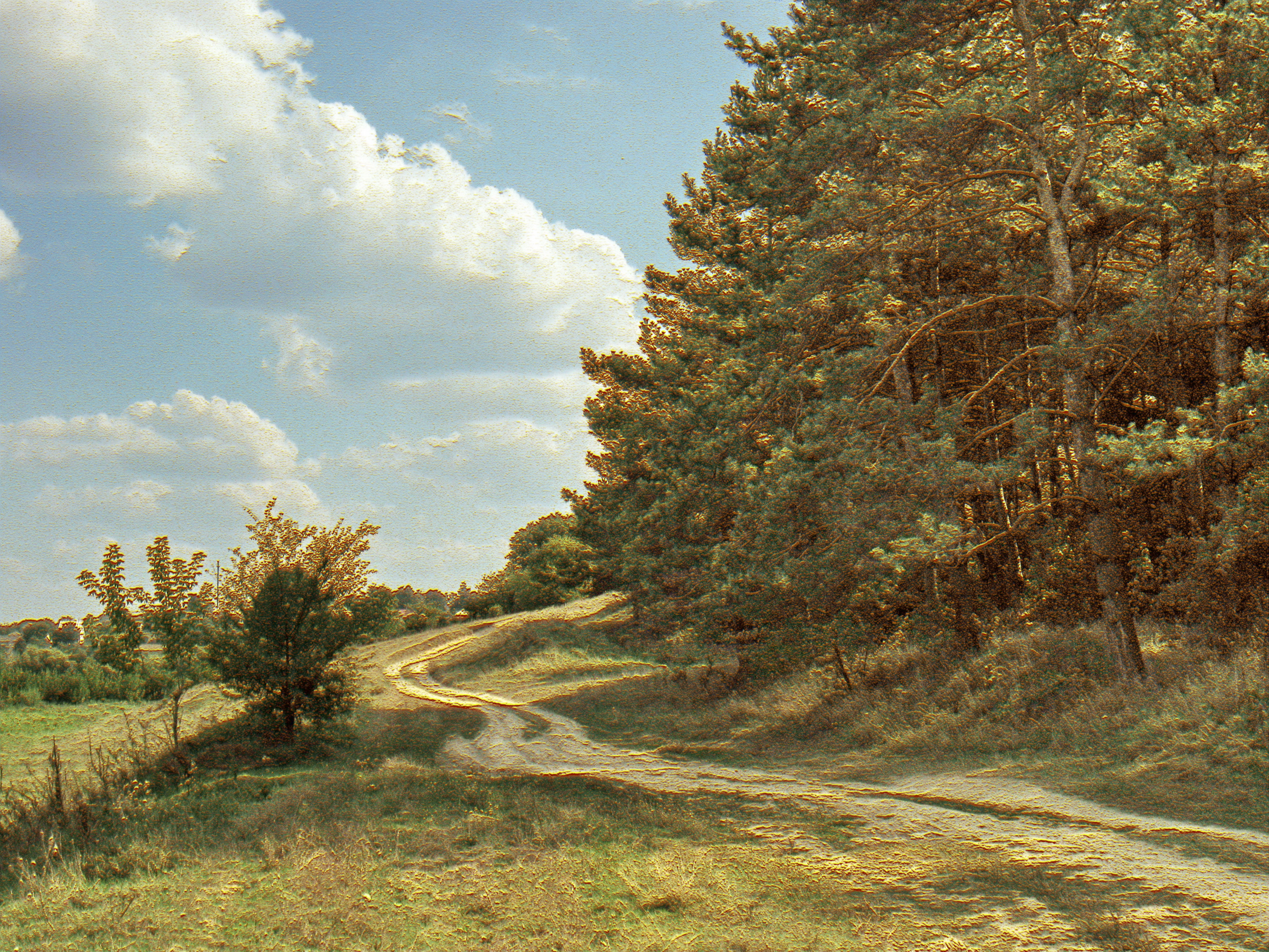
Стара дорога
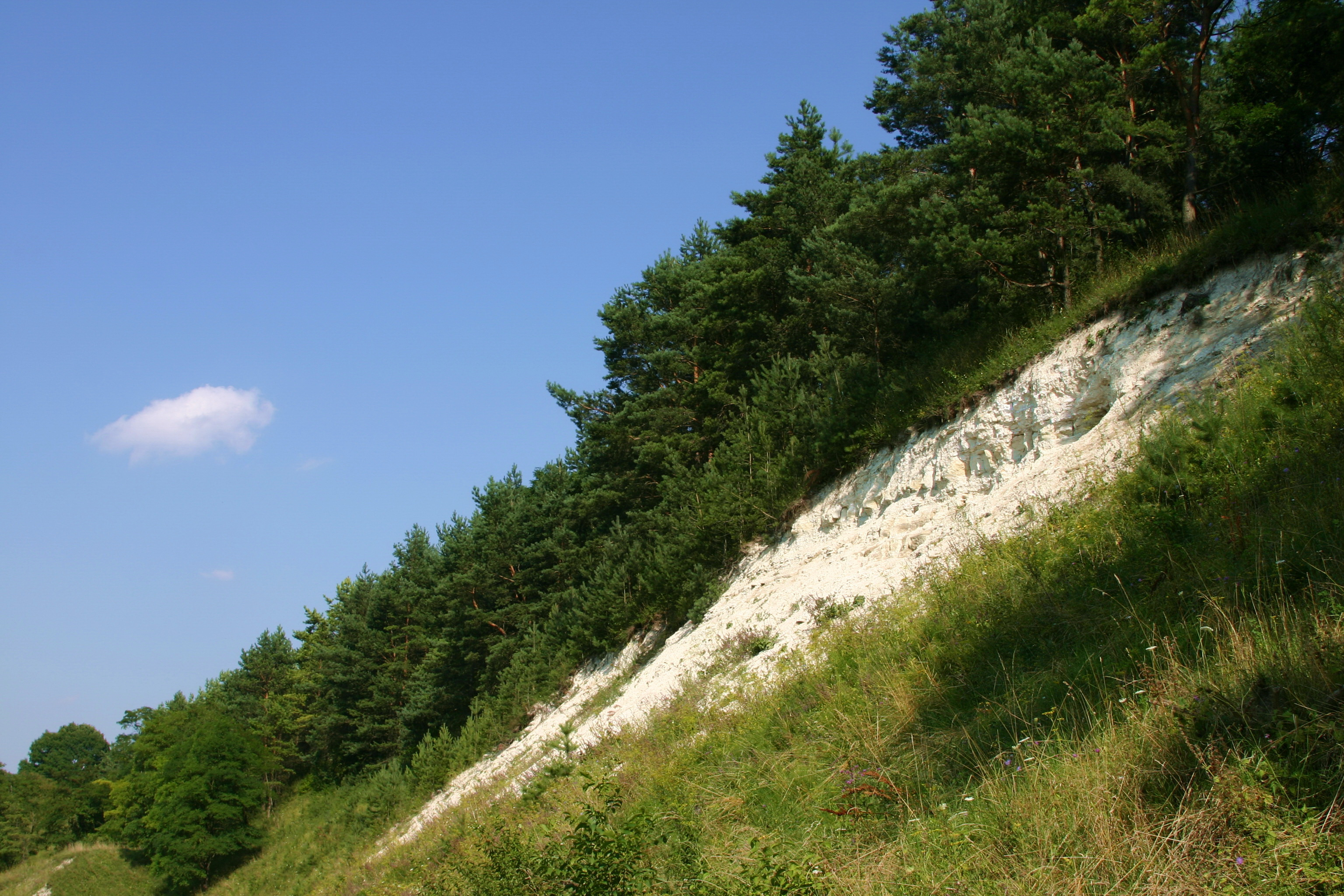
Урочище «Кут»
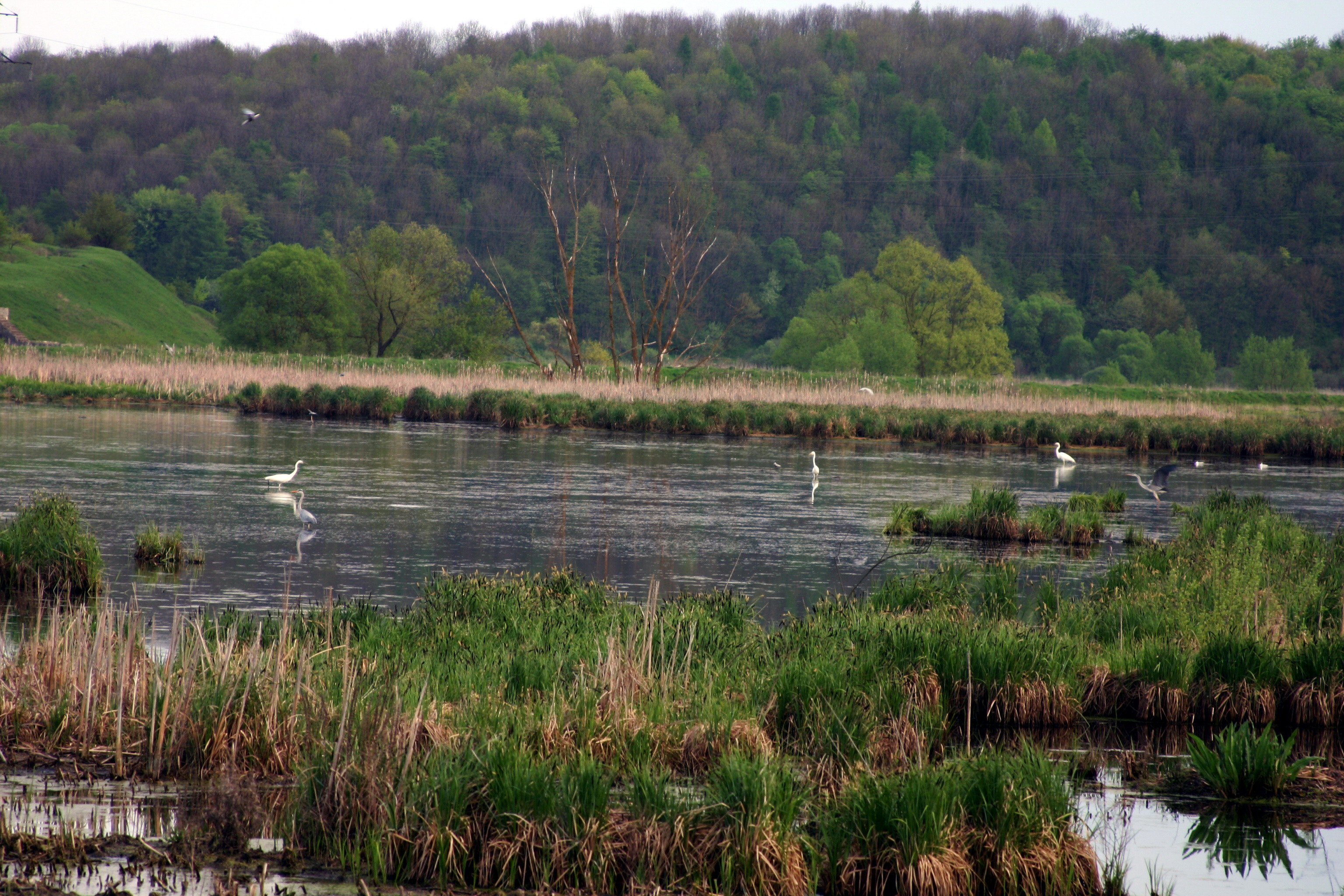
Білі чаплі в плавнях Гнізни, гідрологічний заказник «На куті»
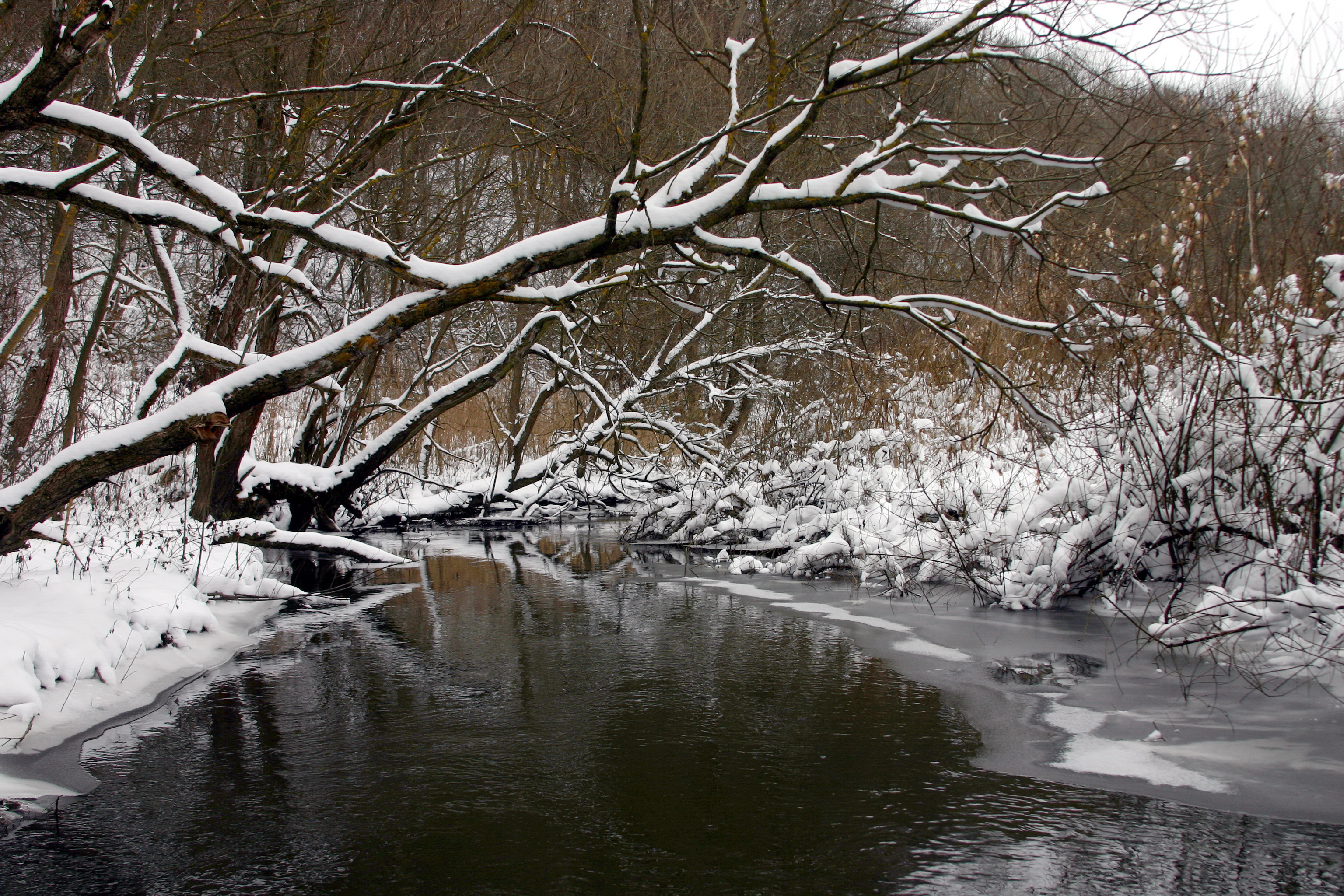
р. Теребна в урочищі Карчинська стінка
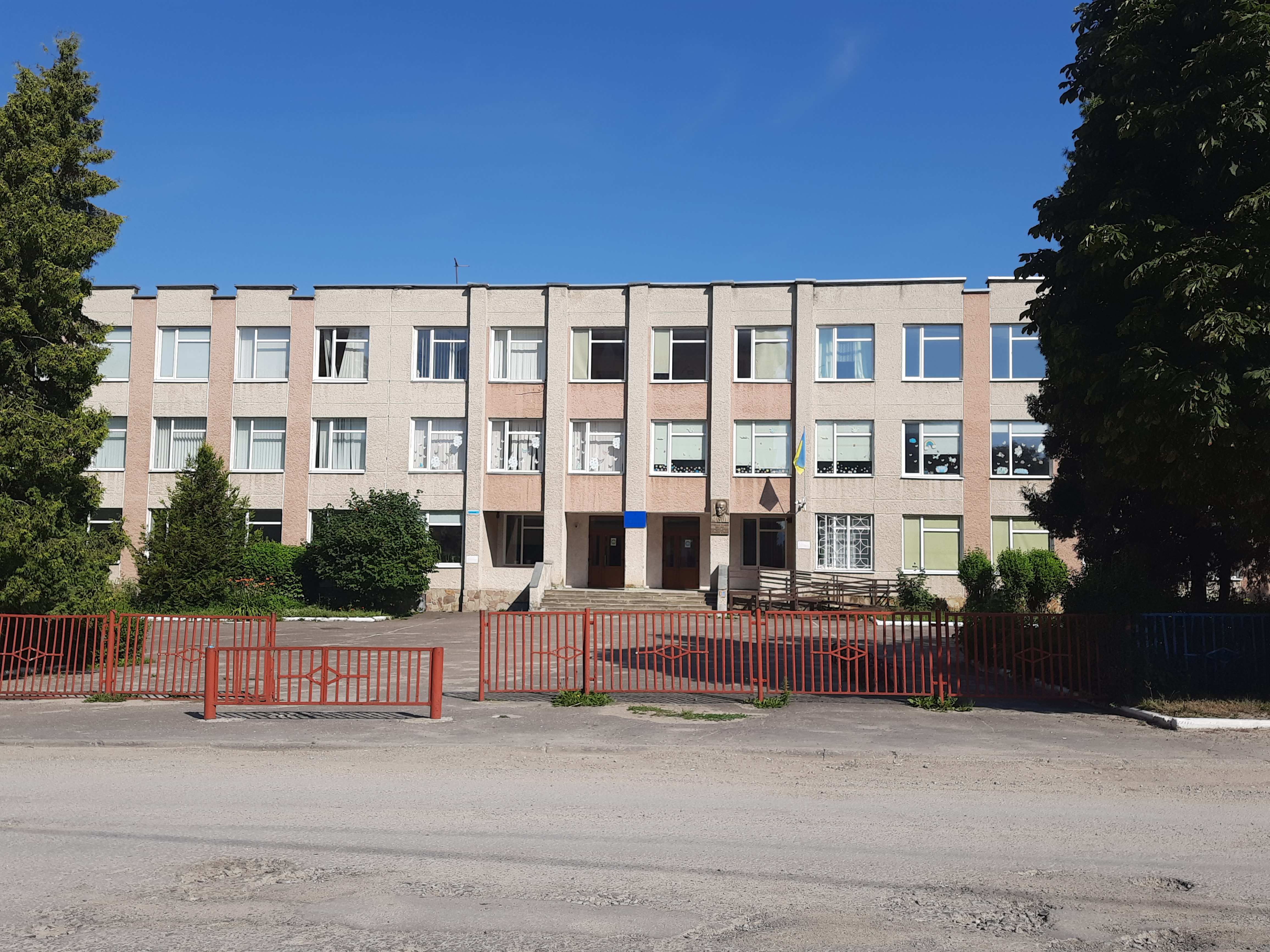
Школа
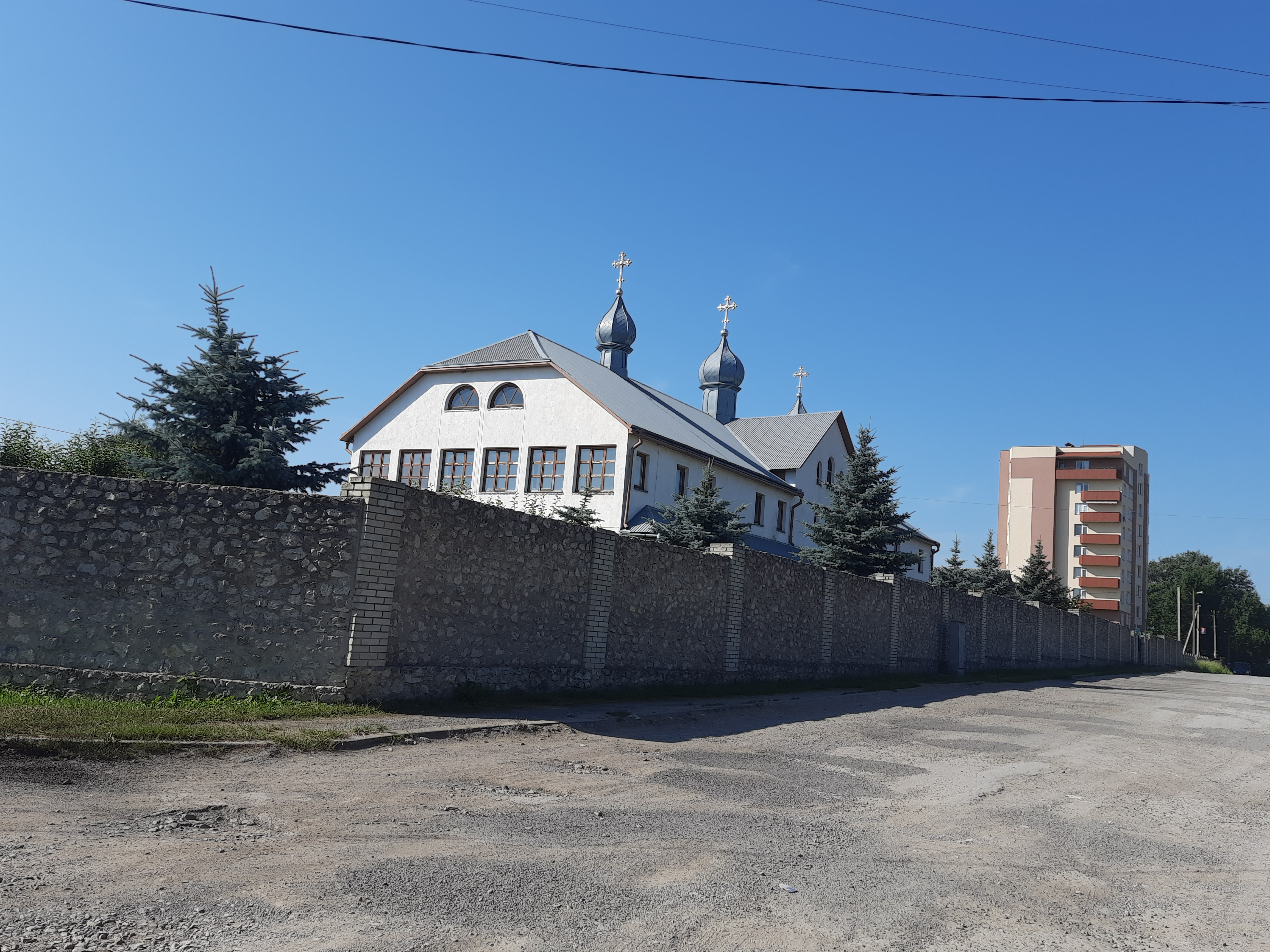
Монастир Введення в храм Пресвятої Богородиці
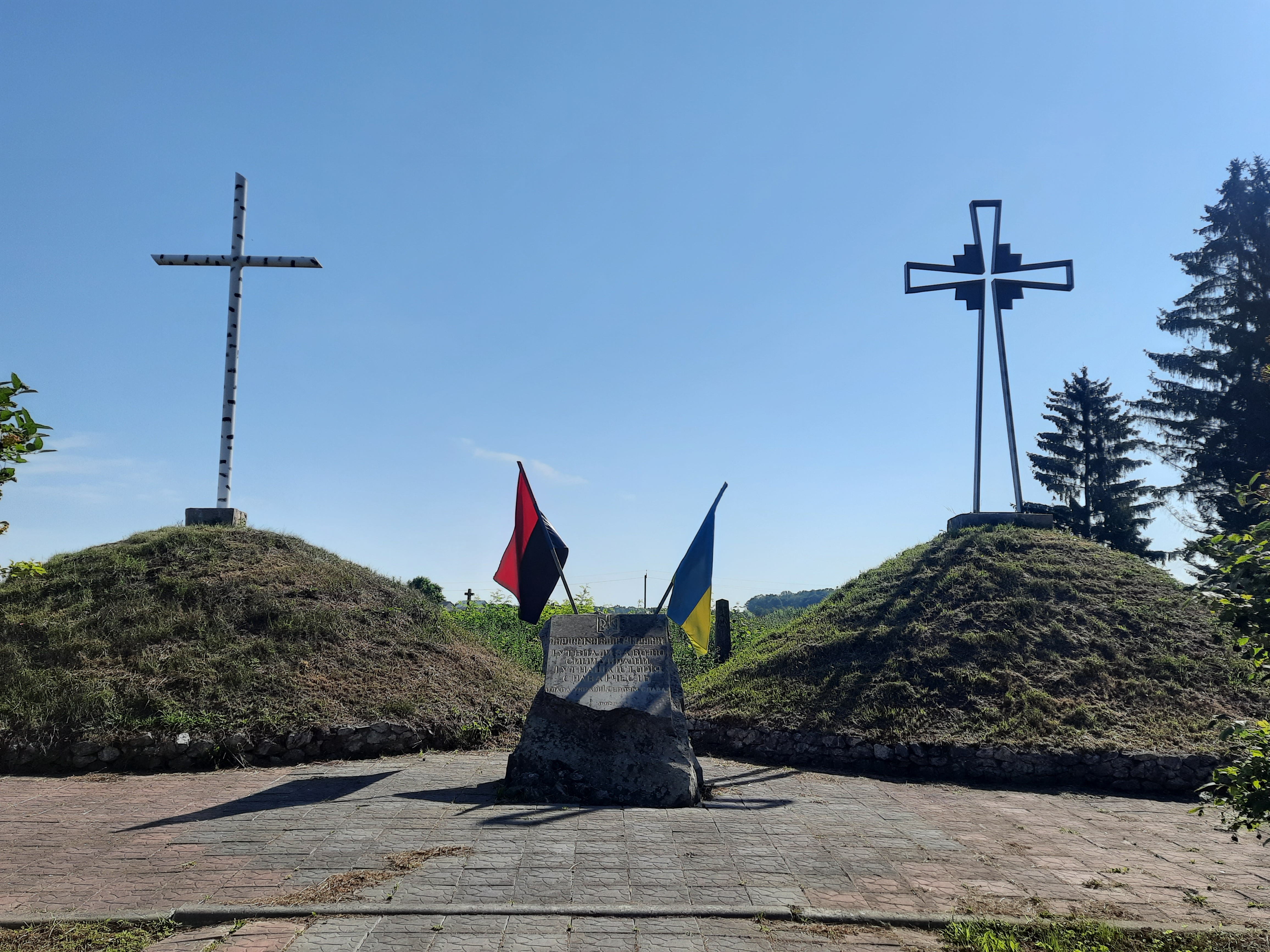
Символічні могили Борцям за волю України
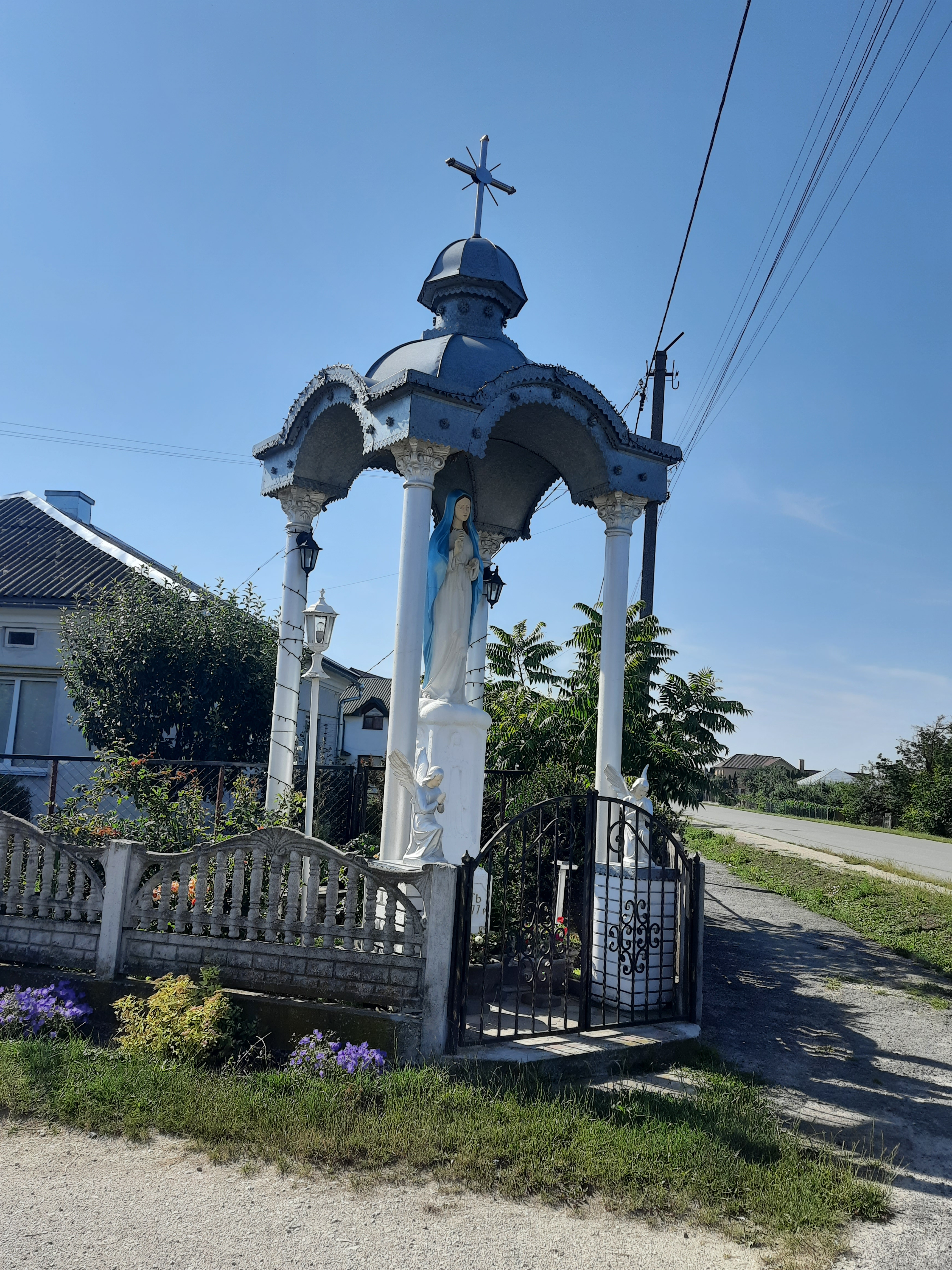
Статуя Божої Матері
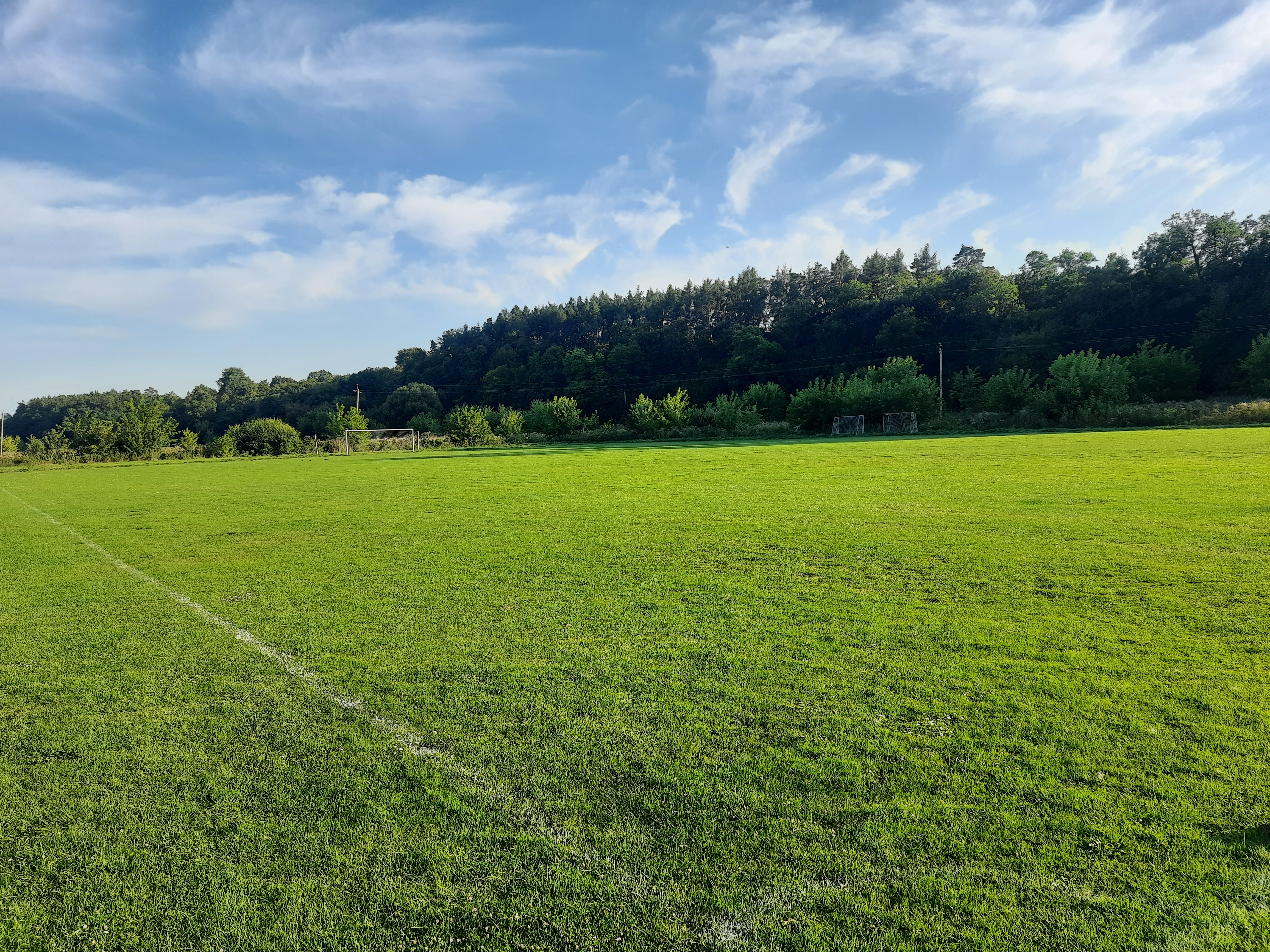
Стадіон

## Погода
- Погода weather.in.ua [Архівовано 4 січня 2009 у Wayback Machine.]
- Погода rp5.ua [Архівовано 20 березня 2022 у Wayback Machine.]
- Погода у Великих Бірках на тиждень на sinoptik.ua [Архівовано 26 травня 2022 у Wayback Machine.]